# 溥興 (清朝宗室)
宗室溥興（1858年—1907年），字倬雲，愛新覺羅氏，清朝宗室、官员。父頭等輔國將軍愛新覺羅載崇。母富察氏，禮部尚書貴慶女，福建巡撫瑞璸、吏部郎中瑞琇妹。

## 生平
二品廕生出身，光緒六年，授三等奉國將軍。光緒十年，代理驗封司掌印。光緒十五年，任滿檔房領辦、吏部主事。光緒十六年，任杭州理事同知，次年改吏部員外郎、會典館幫總纂官。光緒二十一年，任吏部郎中、光祿寺少卿。光緒二十二年，任通政司參議。光緒二十四年，任大理寺少卿。光緒二十五年，任內閣學士。光緒二十六年，改工部右侍郎兼管錢法堂事務、總理衙門大臣上行走、正藍旗步軍統領、正藍旗蒙古副都統。光绪二十八年，任查齋大臣、理藩院右侍郎、朝審大臣、驗看月官、鑲藍旗滿洲副都統、值年大臣。光绪二十九年，任右翼前鋒統領、值年河道溝渠大臣，左翼總兵，管理火器營事務；后改左翼監督、正藍旗族長、理藩院尚書。同年署禮部尚書、正白旗滿洲都統，管理咸安宮事務、考試翎枝大臣。光绪三十一年，任刑部尚書。次年改正白旗漢軍都統，查估東西陵工程。光绪三十二年，任管宴大臣。
有子宗室毓嵩。兄弟溥良、溥善。